# Ceraticelus bulbosus
Ceraticelus bulbosus är en spindelart som först beskrevs av James Henry Emerton 1882.  Ceraticelus bulbosus ingår i släktet Ceraticelus och familjen täckvävarspindlar. Enligt den finländska rödlistan är arten nära hotad i Finland. Artens livsmiljö är rikkärr. Inga underarter finns listade i Catalogue of Life.